# Wiśniew-Kolonia
Wiśniew-Kolonia – wieś w Polsce położona w województwie mazowieckim, w powiecie siedleckim, w gminie Wiśniew. Leży nad rzeką Muchawką. Przez wieś przebiega droga krajowa nr 63 Sławatycze – Węgorzewo. 
Wierni Kościoła rzymskokatolickiego należą do parafii Najświętszego Serca Jezusowego w Wiśniewie.
W latach 1975–1998 miejscowość administracyjnie należała do województwa siedleckiego.